# Comuna de Ustka
Ustka (polaco: Gmina Ustka) é uma gminy (comuna) na Polónia, na voivodia de Pomerânia e no condado de Słupski. A sede do condado é a cidade de Ustka.
De acordo com os censos de 2004, a comuna tem 7322 habitantes, com uma densidade 33,6 hab/km².

## Área
Estende-se por uma área de 218,1 km², incluindo:
- área agrícola: 54%
- área florestal: 31%

## Demografia
Dados de 30 de Junho 2004:
|                      | Total   | Total | Mulheres | Mulheres | Homens  | Homens |
| -------------------- | ------- | ----- | -------- | -------- | ------- | ------ |
|                      | pessoas | %     | pessoas  | %        | pessoas | %      |
| População            | 7322    | 100   | 3619     | 49,4     | 3703    | 50,6   |
| Densidade (pop./km²) | 33,6    | 100   | 16,6     | 16,6     | 17      | 17     |

De acordo com dados de 2002, o rendimento médio per capita ascendia a 3139,08 zł.

## Comunas vizinhas
- Postomino, Redzikowo, Smołdzino, Ustka.